# Synclerostola gilvior
Synclerostola gilvior là một loài bướm đêm trong họ Noctuidae.